# Metacirolana arnaudi
Metacirolana arnaudi är en kräftdjursart som beskrevs av Brian Frederick Kensley 1989. Metacirolana arnaudi ingår i släktet Metacirolana och familjen Cirolanidae. Inga underarter finns listade i Catalogue of Life.